# François Ciccolini
Pour les articles homonymes, voir Ciccolini.
François Ciccolini, né le 3 juin 1962, est un footballeur français, attaquant du SC Bastia et du Gazélec Ajaccio dans les années 1980, reconverti entraîneur.

## Biographie

### AS Porto Vecchio
Après une modeste carrière de footballeur, François Ciccolini abandonne en 1997 son entreprise de charcuterie corse, pour devenir l'entraîneur de l'AS Porto-Vecchio, où il reste trois ans. En 1999, il parvient à hisser Porto-Vecchio en 16e de finale de la Coupe de France.

### SC Bastia
En 2000, il signe au SC Bastia, à la préformation. Il est responsable de l'équipe des 15 ans, avec laquelle il décroche le titre de champion de France face à l'AJ Auxerre en 2002. Il devient ensuite responsable du centre de formation et de l'équipe de CFA (2002-2004) et entraîne les professionnels de 2004 à 2005. Il quitte sa fonction à quatre matchs du terme du championnat, pour résultats insuffisants.
Après deux ans sans emploi, il en profite pour préparer son DEPF à partir de 2006 et l'obtenir en 2008. Il possède également depuis avril 2004 le certificat de formateur, qui permet d'encadrer un centre de formation professionnel.

### Red Star
En 2008, il s'engage avec le Red Star qui évolue en CFA. Après des résultats médiocres, il est licencié par le club au soir d'une défaite contre le FC Rouen au stade Bauer (0-4) et alors que le club se retrouve dernier du classement.
Il rejoint alors l'AS Monaco, où il reste deux ans 2009/2010 entraineur des 19 ans. Il est alors finaliste du championnat de France 2010/2011. Le 14 mai 2011, son équipe remporte la finale de la Coupe Gambardella aux dépens de l'AS Saint-Etienne 1-1 (4-3 tab). Ce succès permet à l'AS Monaco de remporter un troisième trophée dans cette catégorie, le premier depuis 39 ans.
Il est nommé entraîneur principal du club suisse de Neuchâtel Xamax en juin 2011. Il est remercié après deux journées de championnat avec l'ensemble du staff, le 25 juillet 2011.
En octobre 2014, il signe à la Jeunesse Sportive de Kabylie, club le plus titré d'Algérie.
Le 29 décembre 2015, il rejoint le SC Bastia comme adjoint de Gislain Printant. Le SC Bastia est finaliste de la Coupe de la Ligue contre le PSG.
Le 28 janvier 2016, François Ciccolini est nommé entraîneur du SC Bastia. Le SC Bastia finira 10e du championnat.
Le 27 février 2017, François Ciccolini est licencié par le SC Bastia.

### Stade lavallois
Le 18 juin 2018, François Ciccolini est nommé entraîneur du Stade lavallois FC pour deux saisons.

#### Menaces sur un journaliste de France Bleu et controverses
En août 2018, après une défaite 2-0 du Stade lavallois à Boulogne en championnat, Ciccolini suscite la controverse lors d'une interview d'après-match réalisée par un journaliste de France Bleu Mayenne. À la suite d'une question pouvant remettre en cause ses choix tactiques sur le match, Ciccolini s'agace, invective le journaliste Martin Cotta et lui profère des menaces d’agression et de mort ("Je vais te frapper d’un coup de crosse dans la tête", "Tu veux que je te déboîte ?", "Peut-être que tu n’auras plus d’arrêt tout court", "Prends ton jouet, tu peux te le mettre comme suppositoire"). Celui-ci dépose plainte pour "menaces de violence" le lendemain,.
Les propos de l'entraîneur sont rapidement condamnés par de nombreux médias et journalistes, notamment la Société de journalistes de France Bleu et la commission de discipline de la Fédération française de football est saisie par le Conseil National de l’Éthique le 14 août 2018. À l'inverse, le club de Laval défend François Ciccolini dans un communiqué de presse publié le même jour, déclarant que l'interview avait eu lieu "en dehors du cadre protocolaire" habituel et que certaines questions avaient été prises comme "une agression directe et une défiance au professionnalisme" de Ciccolini et son staff, le ton de l'entraîneur étant qualifié de "laconique". Ciccolini finit pourtant par présenter ses excuses via un nouveau communiqué succinct du club le lendemain, en amont du match suivant du club lavallois,. Le 17 août, la commission de discipline de la FFF suspend Ciccolini de toute fonction officielle à titre conservatoire et le 5 septembre, le condamne à 5 mois de suspension dont 2 avec sursis, soit la peine maximale pour ce type d'affaire.
Peu après son retour sur le banc, lors d'un match de National contre Drancy à Laval le 1er février 2019 (victoire 4-3 de Laval dans un match compliqué, notamment ponctué de coupures de courant au stade Francis-Le Basser), il réalise plusieurs bras d'honneur envers des supporters de son propre club qui avaient chanté des slogans réclamant sa démission pendant le match et leur profère des insultes en fin de match lors de divers accrochages verbaux.
Le 6 février, à la suite de cette nouvelle affaire et des résultats en chute libre (élimination par un club de Régionale 1 en Coupe de France, descente au classement dans la course à la montée en Ligue 2), Ciccolini est limogé du Stade lavallois.

### Gazélec Football Club Ajaccio
Le 18 juin 2019, il devient le nouvel entraîneur du GFCO Ajaccio pour deux saisons. Leur collaboration prend fin le 15 mai 2020 alors que le club est 17e du championnat après 25 journées et relégué en National 2 après l'arrêt définitif de la compétition en raison de la pandémie de Covid-19.

### Union sportive de la medina d'Alger (USMA)
Engagé en août 2020 par l'USMA, il est limogé le 22 novembre 2020 pour « faute grave », après avoir boycotté la cérémonie de remise des médailles de la Supercoupe d'Algérie de football, le 2 novembre.